# Titu
Titu è una città della Romania di 10 248 abitanti, ubicata nel distretto di Dâmbovița, nella regione storica della Muntenia.
Fanno parte dell'area amministrativa anche le località di Fusea, Hagioaica, Mereni, Plopu e Sălcuța.